# Резолюция Совета Безопасности ООН 181
Резолюция Совета Безопасности ООН 181 — резолюция, принятая государствами-членами Совета Безопасности ООН 7 августа 1963 года в связи с наращиванием вооружений Южно-Африканской Республикой и опасениями, что это оружие может быть использовано для разжигания расового конфликта в стране. Совет призвал правительство Южной Африки отказаться от проводимой политики апартеида, как это было впервые предусмотрено Резолюцией 134, и призвал все государства добровольно прекратить продажу и отгрузку всего оружия, боеприпасов и другого военного оборудования в ЮАР.
Решение было принято девятью голосами, при этом никто не голосовал против; Франция и Великобритания воздержались. Однако резолюция практически не повлияла на проводимую в Южной Африке политику.